# Alloniscus balssii
Alloniscus balssii är en kräftdjursart som först beskrevs av Karl Wilhelm Verhoeff 1928.  Alloniscus balssii ingår i släktet Alloniscus och familjen Alloniscidae. Inga underarter finns listade i Catalogue of Life.